# Abraham Bing
Pour les articles homonymes, voir Bing.
Abraham Bing (né en 1752 à Francfort-sur-le-Main, mort le 1er mars 1841 à Wurtzbourg, Bavière) est un rabbin allemand.

## Biographie
Abraham Bing est le fils d'Enosch Halevi Bing. Après ses études pour être rabbin auprès de Nathan Adler et Pinchas Horowitz, il enseigne le Talmud à Francfort et enseigne de 1769 à 1778 le judaïsme au Klaus d'Offenbach-sur-le-Main. De 1778 à 1769, il est juge (Dayan) au Beth Din de Francfort. De 1796 à 1814, il est grand rabbin de Wurtzbourg. Du 14 octobre 1813 à sa retraite au début de 1839, il est à la tête d'une yechiva et y développe un enseignement orthodoxe.
Il est un adversaire du judaïsme réformé au cours du XIXe siècle et un représentant influent de l'orthodoxie. Ses étudiants reprennent ses idées : Lazarus Adler (de), Nathan Marcus Adler, Isaak Bernays (de), Jacob Ettlinger, Seligmann Bär Bamberger (qui sera le successeur de Bing à Wurtzbourg)...
Bing est la première personne à être enterrée au cimetière juif de Höchberg.

## Source de la traduction
- (de) Cet article est partiellement ou en totalité issu de l’article de Wikipédia en allemand intitulé « Abraham Bing » (voir la liste des auteurs).